# Acalles festivus
Acalles festivus är en skalbaggsart som beskrevs av Thomas Vernon Wollaston 1857. Acalles festivus ingår i släktet Acalles, och familjen vivlar.
Artens utbredningsområde är Madeira. Inga underarter finns listade i Catalogue of Life.